# تیم ملی فوتبال قزاقستان
تیم ملی فوتبال قزاقستان یک تیم فوتبال بین‌المللی است که به نمایندگی از کشور قزاقستان به میدان می‌رود. این تیم زیر نظر فدراسیون فوتبال قزاقستان فعالیت می‌کند.
این تیم تا سال ۱۹۹۲ تحت شوروی و در یوفا بود ولی از سال ۱۹۹۳ تا ۱۹۹۸ فاقد تیم ملی بود ولی از سال ۱۹۹۸ تا ۲۰۰۲ تحت کنفدراسیون فوتبال آسیا و پس از آن زیرنظر یوفا فعالیتش را ادامه داد.
در اروپا تیم ملی قزاقستان جزء تیمهای درجه پنج اروپا محسوب می‌شود.
این تیم ملی فاقد افتخار باشگاهی و ملی در سطح قاره و جهان می‌باشد و تنها افتخار باشگاهی این کشور مقام چهارمی تیم ایرتیش پاولودار سال ۱۹۹۹ در جام باشگاه‌های آسیا و شکست مقابل پرسپولیس ایران در رده‌بندی این رقابتها می‌باشد.
این تیم تا بحال در جام جهانی یا جام ملتهای اروپا حاضر نبوده است.